# Indeks stanu troficznego
Indeks stanu troficznego (wskaźnik Carlsona, ang. trophic state index, TSI) – wskaźnik jakości wód jeziornych oceniający ich stan troficzny na podstawie trzech parametrów środowiska.
Trofia wód jeziornych jest skomplikowanym pojęciem mówiącym o ich żyzności i produktywności. Do jej oceny stosowane są różne miary, między innymi stężenie zawartego w wodzie fosforu, przejrzystość wód (jako przeciwieństwo zawartości sestonu) czy obfitość fitoplanktonu. Indeks stanu troficznego Carlsona jest wskaźnikiem łączącym te trzy miary, biorąc pod uwagę stężenie fosforu całkowitego, widzialność krążka Secchiego i stężenie chlorofilu a.
Robert Carlson opracował swój wskaźnik w celu możliwości przedstawienia stanu troficznego przy pomocy jednej liczby, a przyjęte wskaźniki cząstkowe dobrał tak, aby w zasadzie dało się ją wyliczyć na podstawie jednego z nich, podczas gdy pozostałe pozostają w ścisłym związku matematycznym. Zgodnie z jego założeniami kolejne klasy stanu troficznego powinny być wyznaczane przez podwojenie obfitości fitoplanktonu, a zarazem skrócenie o połowę głębokości widzialności krążka Secchiego. Za punkt zerowy przyjął największą znaną sobie wartość widzialności krążka Secchiego zaokrągloną do wartości całkowitej na skali logarytmicznej. Wartość ta to 41,6 m zanotowana w jeziorze Masyuko, a zaokrąglenie dało wartość 64. Dzięki temu wyznaczył następujący wzór na stan troficzny: TSI = 10(6-log2 SD). Następnie na podstawie danych o regresji pomiędzy różnymi miarami stanu troficznego przeliczył wzór oparty na widzialności krążka Secchiego na oparty na stężeniu chlorofilu a oraz fosforu całkowitego. W ten sposób wyznaczył trzy wzory:
- {\displaystyle \mathrm {TSI(SD)} =10\left(6-{\frac {\ln SD}{\ln 2}}\right),}
- {\displaystyle \mathrm {TSI(Chl)} =10\left(6-{\frac {2{,}04-0{,}68\ln Chl}{\ln 2}}\right),}
- {\displaystyle \mathrm {TSI(TP)} =10\left(6-{\frac {\ln {\frac {48}{TP}}}{\ln 2}}\right).}

Wzory te są również przedstawiane w postaci:
- TSI(SD) = 60 – 14,41 ln(SD)
- TSI(CHL) = 9,81 ln(CHL) + 30,6
- TSI(TP) = 14,42 ln(TP) + 4,15

SD, to widzialność krążka Secchiego, Chl – stężenie chlorofilu a, TP – stężenie fosforu całkowitego.
TSI przyjmuje wartości od 0 do 100, choć teoretycznie mógłby być nieskończenie mały lub nieskończenie duży. Wartości poniżej 30 oznaczają oligotrofię, 40–50 – mezotrofię, 50–60 – eutrofię, a powyżej 70 – hipetrofię.
Zgodnie z założeniami, wszystkie trzy wskaźniki powinny być równoważne. W praktyce jednak różnice między nimi mogą być znaczne. Gdy są one sobie równe, mówi to o tym, że glony planktonowe są głównym czynnikiem odpowiadającym za tłumienie światła, a stosunek azotu do fosforu w wodzie jest bliski 33:1. Gdy wskaźnik TSI(Chl) jest wyższy niż TSI(SD), oznacza to, że dominują glony tworzące duże kolonie, np. Aphanizomenon. Jeżeli TSI(TP) i TSI(SD) są równe sobie i wyższe od TSI(Chl), oznacza to, że nie glony są głównie odpowiedzialne za tłumienie światła, lecz inne cząstki (trypton) lub substancje nadające wodzie intensywne zabarwienie. Jeżeli TSI(SD) jest równe TSI(Chl), a oba wskaźniki są wyższe od TSI(TP), oznacza to, że zgodnie z prawem minumum Liebiga, czynnikiem limitującym wzrost glonów jest ilość fosforu, a stosunek azotu do fosforu jest wyższy niż 33:1. W odwrotnej sytuacji, to nie fosfor jest czynnikiem limitującym wzrost glonów, lecz inne czynniki, np. ilość azotu czy presja zwierząt spasających fitoplankton lub też obecność algicydów.
Wskaźniki Carlsona stały się inspiracją do konstruowania innych, podobnych wskaźników, np. opartych na stężeniu azotu. W praktyce naukowej stosowane są również inne wskaźniki oparte na kilku podstawowych parametrach fizyczno-chemicznych wód. Wśród nich jest wskaźnik o identycznym skrócie TSI – trophic status index, oparty również na przezroczystości wód i zawartości fosforu, ale trzecim wskaźnikiem cząstkowym jest natlenienie wód.